# واندا اوپالینسکا
واندا اوپالینسکا (آلمانی: Wanda Opalinska) بازیگر اهل لهستان و بریتانیا است.
از فیلم‌ها یا برنامه‌های تلویزیونی که وی در آن نقش داشته‌است، می‌توان به پیکی بلایندرز، هیولایی فرا می‌خواند و خیابان کورونیشن اشاره کرد.